# Régi városháza (Kolozsvár)
A kolozsvári régi városháza (románul: Primaria Veche), más néven tanácsház a Fő tér déli oldalán található. A romániai műemlékek  jegyzékében a CJ-II-m-B-07470 sorszámon szerepel.

## Története
Az épületet egy 1537-ből származó forrás említi először, a város első tanácsházaként. Ezt a korábbi épületet 1650-ben reneszánsz stílusban átépítették; a feljegyzések szerint a homlokzatát a hét szabad királyi város címere, és több mint hatvan latin mondás díszítette. Földszintjén a százférfiak tanácskoztak, az emeletét a szenátorok használták. Volt egy kis tornya, amelynek a harangja a halálos ítéleteket jelezte. Főhomlokzatát a számos latin nyelvű szentencián és szállóigén kívül gazdagon festett figurális dísz, a Törvényt, az Igazságosságot, a Halált és a Pallosjogot ábrázoló emblematikus kompozíciók, valamint a szász Egyetem, Báthory Gábor és I. Rákóczi György fejedelem festett címerei borították.
Az épület 1775-ben, majd 1798-ban is tűz martalékává vált. Mivel az épület helyreállítása túlságosan is költségesnek bizonyult, egy új tanácsház megépítése mellett döntött a városvezetés. Az új épület terve 1799-ben készült el, viszont az Aedilis Directio, az erdélyi építési hatóság, javaslatára, telekgondok és anyagiak hiánya miatt, mégis a régi tanácsház helyreállítása mellett döntöttek. Az 1826-os földrengés következtében azonban a régi épület olyan állapotba került, hogy már a tanácsüléseket sem lehetett benne megtartani. Még ebben az évben Georg Winkler bemutatta terveit egy új tanácsház megépítésére, de pénzhiány miatt csak 1840-ben indították el a munkálatokat. Winkler eredeti tervének módosításához a Münchenben tanult Böhm Jánost és a bécsi, olaszországi, majd német földön tanulmányokat végzett Kagerbauer Antalt kérték fel, majd utóbb úgy döntöttek, hogy a Kagerbauer Antal által készített terv alapján építtetik meg az új tanácsházat.
1842-ben elkezdték a régi épület bontását és 1843 novemberében tették le a jelenlegi épület alapkövét. A városlakóknak kötelező volt pénzzel vagy munkával besegíteni az építkezésbe. A városházát 1845. szeptember 16-án szentelték fel.
1896. május 21-én közgyűlési termében alakult meg - hivatalos nevén - a Nemzeti Kaszinó Kolozsvárt, amelynek elnöke Fekete Gábor táblai elnök lett.
1991-ben a városházát áttelepítették a korábbi vármegyeháza épületébe. Azóta a Fő téri épületben városi tanácsi irodák, minisztériumok megyei kirendeltségei, civil szervezetek, az ortodox esperesség és a Nagy-Románia Párt kaptak helyet.

## Leírása
Az U alakú épület a Fő tér délkeleti sarkán áll, hátsó része kinyúlik a Király (román nevén I. C. Brătianu) utcáig. Homlokzata héttengelyes, rusztikázott felületű. Félkörívesen záródó nyílások törik át. Középtengelyében a földszinten háromnyílású bejárat, az emeleten széles, kovácsoltvas mellvédű erkély látható, amelyet voluta alakú, masszív kőkonzolok támasztanak alá. A homlokzat főpárkánya fölötti attikát a város tölgyfalevéllel koszorúzott, háromtornyos címere koronázza. Az épület csehsüveg boltozattal fedett, három hosszanti téregységből álló kapualját dór oszlopokkal váltakozó pillérek tartják, amelyekre triglifes-metopés díszítésű párkányok támaszkodnak. A reprezentációs termek barokkos kialakításúak, domborművekkel díszítve. A főlépcsőt szalagfonatos mellvéd díszíti. A kapualjban a városfalból kiemelt címerek voltak láthatóak, amelyeket 1986-ban a Történelmi Múzeumba szállítottak.
Az épület az európai romantika jellegzetes megnyilvánulásának számító müncheni Rundbogenstil típusú épületek egyik igen korai erdélyi példája, amely lényegében a firenzei kora reneszánsz paloták építészeti megoldásait veszi át.

## Galéria

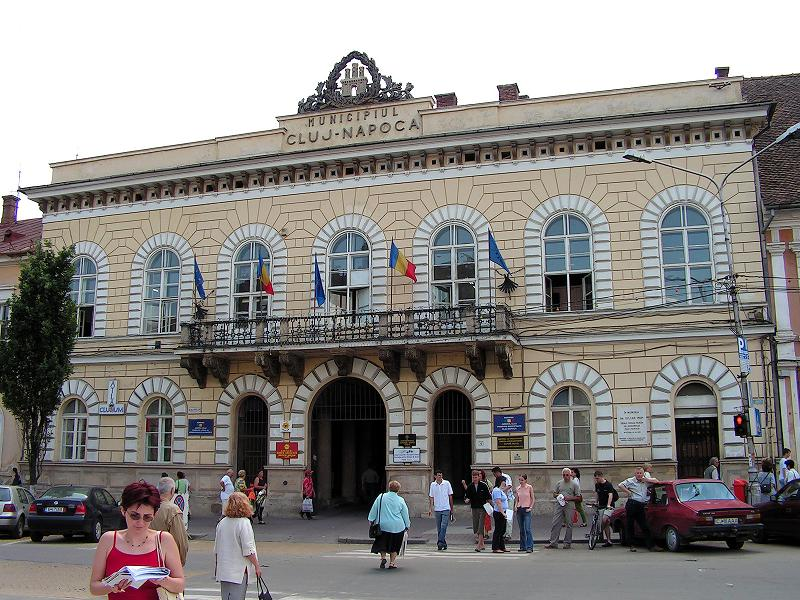
A régi városháza
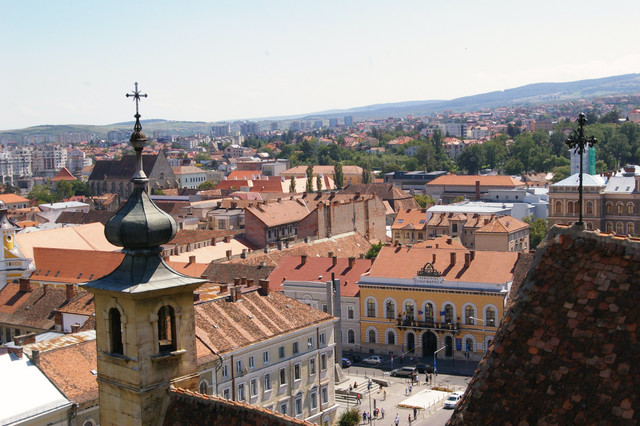
A kolozsvári régi városháza épülete felülről
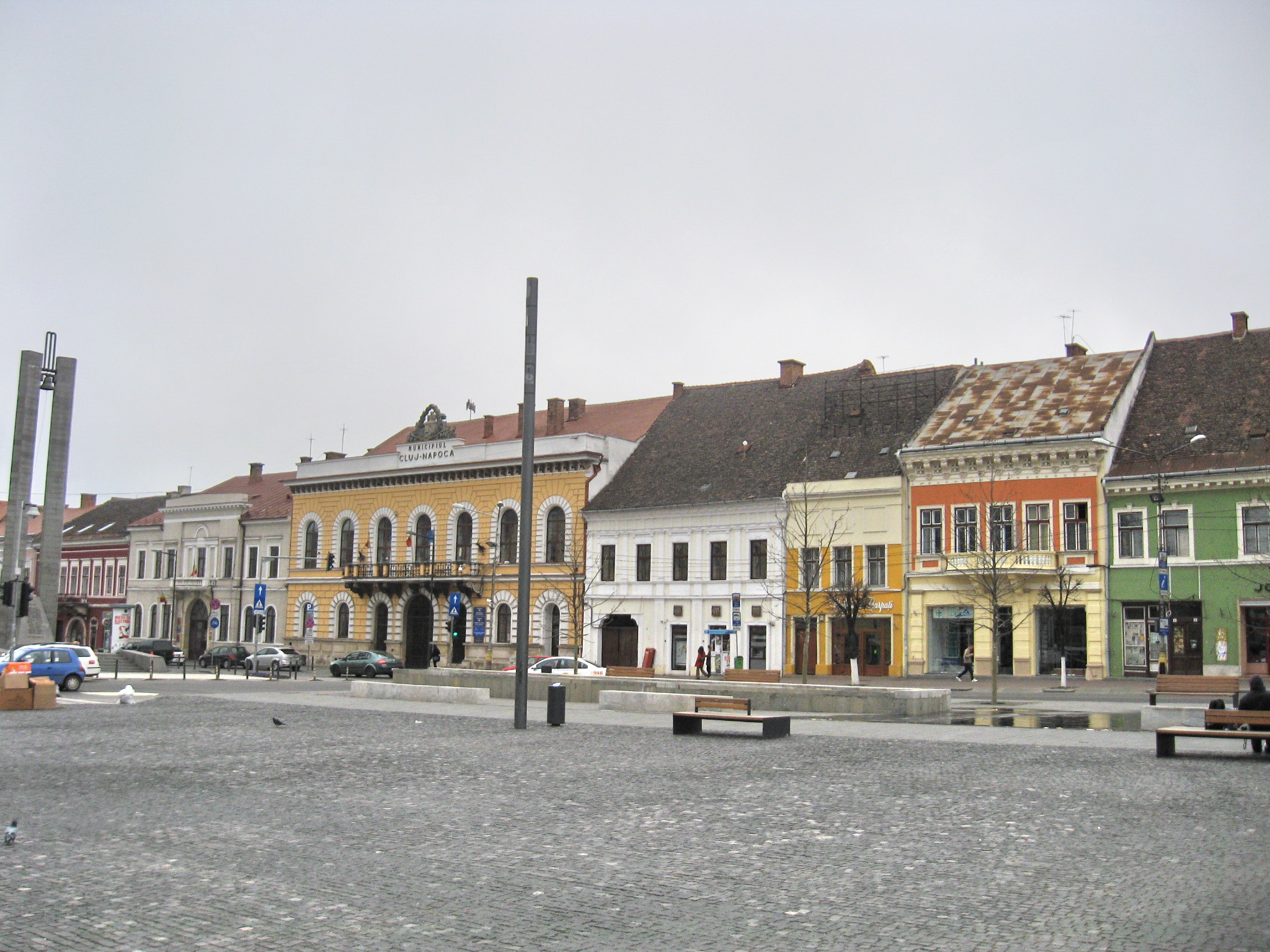
A régi városháza a szomszédos házakkal
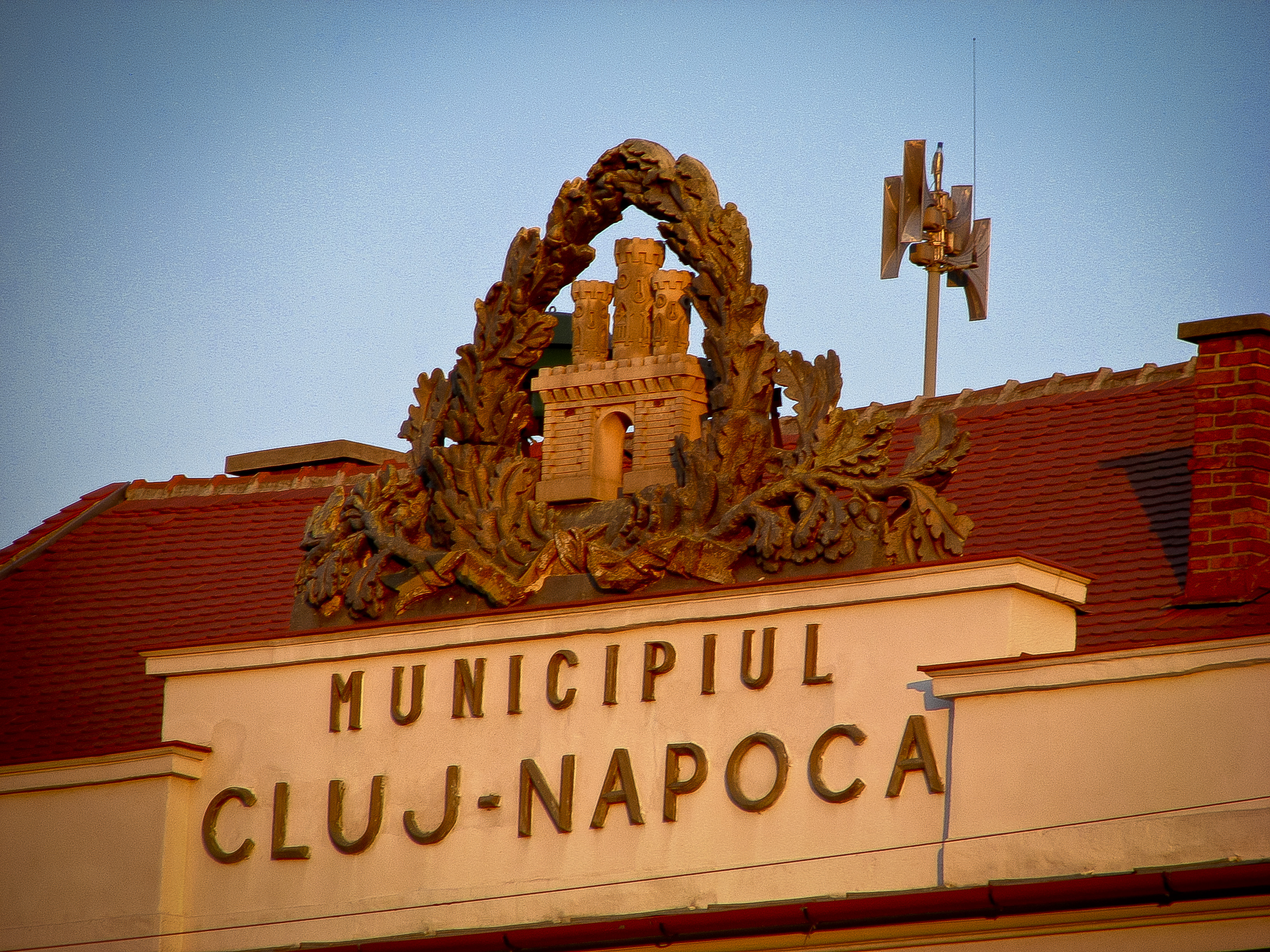
Kolozsvár régi címere a régi városházán